# Эльвина Макарян
Эльвина Макарян (16 августа 1950, Ереван — 9 июля 2007, Глендейл, Калифорния) — армянская певица, автор песен, королева армянского джаза.

## Биография
Эльвина Макарян родилась 16 августа 1950 года в Ереване. Её корни происходят из Западной Армении. С ранних лет у Эльвины была огромная любовь и стремление к музыке. Мама, заметив острый слух девочки, отводит её в музыкальную школу имени Саят-Новы.
В 12 лет она участвовала в школьной городской олимпиаде, где одержала свою первую победу. Эльвина в основном исполняла песни Шарля Азнавура и Робертино Лоретти, аккомпанируя себе на фортепиано. Заметив талант певицы, Мартин Вардазарян пригласил её в свой недавно созданный джазовый квартет, в составе которого Эльвина впервые выступила на телевидении. Впоследствии она присоединилась к вокально-инструментальному ансамблю «Крунк» под руководством композитора Роберта Амирханяна, оттачивая свое мастерство джазовой певицы.
Через два года художественный руководитель государственного эстрадного оркестра Армении Константин Орбелян, услышав мощный голос девушки, пригласил её в ансамбль. Группа Орбеляна стала для Эльвины прорывом в пении. Начались зарубежные гастроли. Певица знала английский, русский, французский и итальянский языки, имела отношение к мировой культуре и зарубежным музыкантам. Она была влюблена в американский джаз.
Параллельно с работой Эльвина училась на фортепианном отделении Ереванской консерватории имени Комитаса. Начиная с 1970-х годов певица участвовала во многих международных фестивалях, выступала на различных сценах мира и вызывала большое восхищение иностранцев. В 1973 году на всесоюзном конкурсе «Молодые голоса», проходившем в Останкино, Эльвина получила главный приз за исполнение песни Роберта Амирханяна «Где вы, ребята?»
В 1980-е годы ЦК КПСС фактически подверг её «домашнему аресту», выплатив ей зарплату при условии, что она не выйдет на работу.
Тогда же она получила приглашение из США отправиться в путешествие со своим сыном на несколько недель. В те дни подписали приказ об её освобождении из Госкомтелерадио. Мать звонит и говорит, что может остаться в Америке и не думать о возвращении. Певица вынуждена поселиться там. Она выпустила три диска, открыла собственную студию, снимала клипы, писала песни.
Вернулась в Армению в начале 1990-х годов. На обретшей независимость родине у певицы было несколько хитов: «Яро джан», «Ереван». До конца 90-х Эльвина оставалась и творила на родине, после чего навсегда уехала в США, где продолжала работу в собственной студии до 2007 года.

## Смерть
Утром 9 июля 2007 года Эльвина Макарян была найдена мёртвой в своей квартире. Официально причиной её смерти считался сердечный приступ. Лишь несколько недель спустя полиция Глендейла объявила, что певица покончила жизнь самоубийством с применением огнестрельного оружия.
Эльвина Макарян завещала кремировать себя, а прах отправить в океан. В своём завещании она также просила не организовывать похороны, не собираться.
Журналист Артак Алексанян, которому певица дала интервью за неделю до смерти, пишет:
Я думаю, решение певицы было очень осознанным. Это был целенаправленный публичный шаг, направленный на интеллигенцию и общество. Эльвина намекнула во время интервью: „Сейчас я выпускаю пластинки о себе. Когда меня не станет, пусть тот, у кого дойдут руки, напишет обо мне большую книгу“. Сейчас её родственники пытаются найти эти записи.
Алексанян также пишет, что у Эльвины Макарян были причины, из-за которых она ушла из жизни. Новое тысячелетие стало роковым для певицы. Сначала умерла её мать, к которой она была очень привязана, которая была её самым близким человеком, подругой, поклонницей, критиком и родителем.
Певица переезжает в новую квартиру после смерти матери. Но самый тяжёлый удар был впереди. Роман, единственный сын Эльвины Макарян, покончил жизнь самоубийством в возрасте 28 лет. Казалось бы, ведя публичную, но никому неизвестную жизнь, Эльвина пытается вернуться к жизни. Начинает записи. Но то, что она делала, было больше похоже на подготовительную работу. она готовилась к прощанию.

## Память
- Одна из улиц района Шенгавит города Еревана была названа в память о певице[4].